# ويليام بوكانان (سياسي)
ويليام بوكانان هو سياسي كندي، ولد في 17 يونيو 1865.